# Pleione albiflora
Espèce
Statut CITES
Pleione albiflora est une espèce asiatique d'orchidées du genre Pleione.

## Répartition
Cette orchidée se rencontre depuis le Nord-Ouest du Yunnan jusqu'à la Birmanie.

## Systématique
Le nom correct complet (avec auteur) de ce taxon est Pleione albiflora P.J.Cribb & C.Z.Tang.